# Кальфа, Исаак Абрамович
Исаа́к Абра́мович Ка́льфа (20 января [1 февраля] 1894, Евпатория, Таврическая губерния — 17 марта 1950, Евпатория, Крымская область) — советский врач-инфекционист.

## Биография
Родился в караимской семье. Рано лишился отца, который умер от холеры в возрасте 46 лет. Воспитывался матерью, Анной Авдеевной. Окончил медицинский факультет Новороссийского университета в Одессе в 1916 году. Служил военным врачом в Карпатах, где шли самые тяжёлые бои. После окончания войны возвратился в Евпаторию, поступил в 1921 году на работу в инфекционную больницу, где и проработал до конца своих дней. Он был хорошим врачом и лечил всё руководство города. Во время немецко-фашистской оккупации был главным врачом евпаторийской детской горбольницы. Одним из известных пациентов Исаака Кальфы был поэт Владимир Маяковский, отдыхавший в Евпатории вместе с Лилей Брик.
Евпаторийцы очень уважали доктора Кальфа и доверяли ему. Он никогда не брал у больных людей денег. Помогая другим доктор Кальфа не смог помочь себе: он умер от туберкулёза в 1950 году.

### Семья

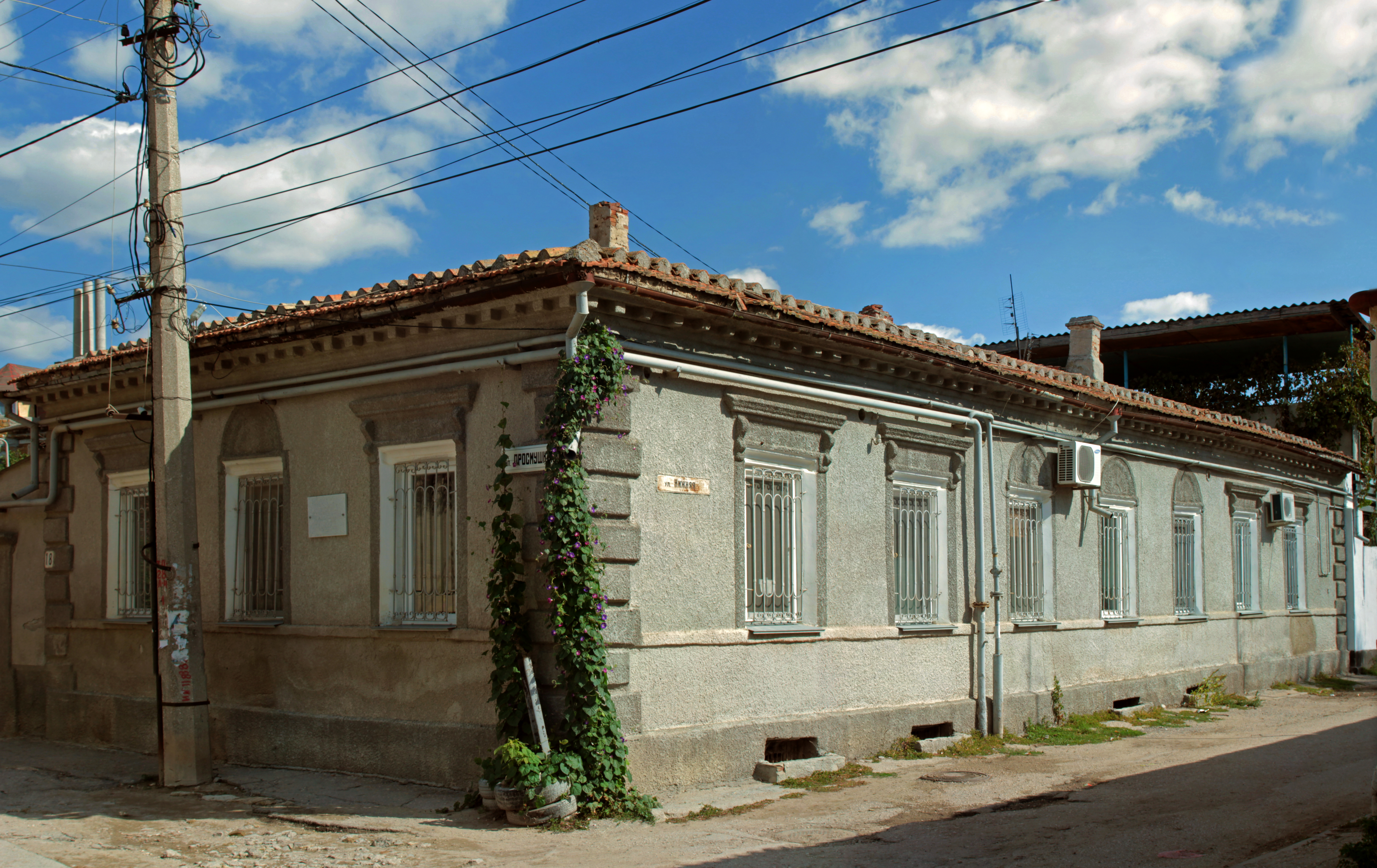
Дом, где жил Исаак Кальфа

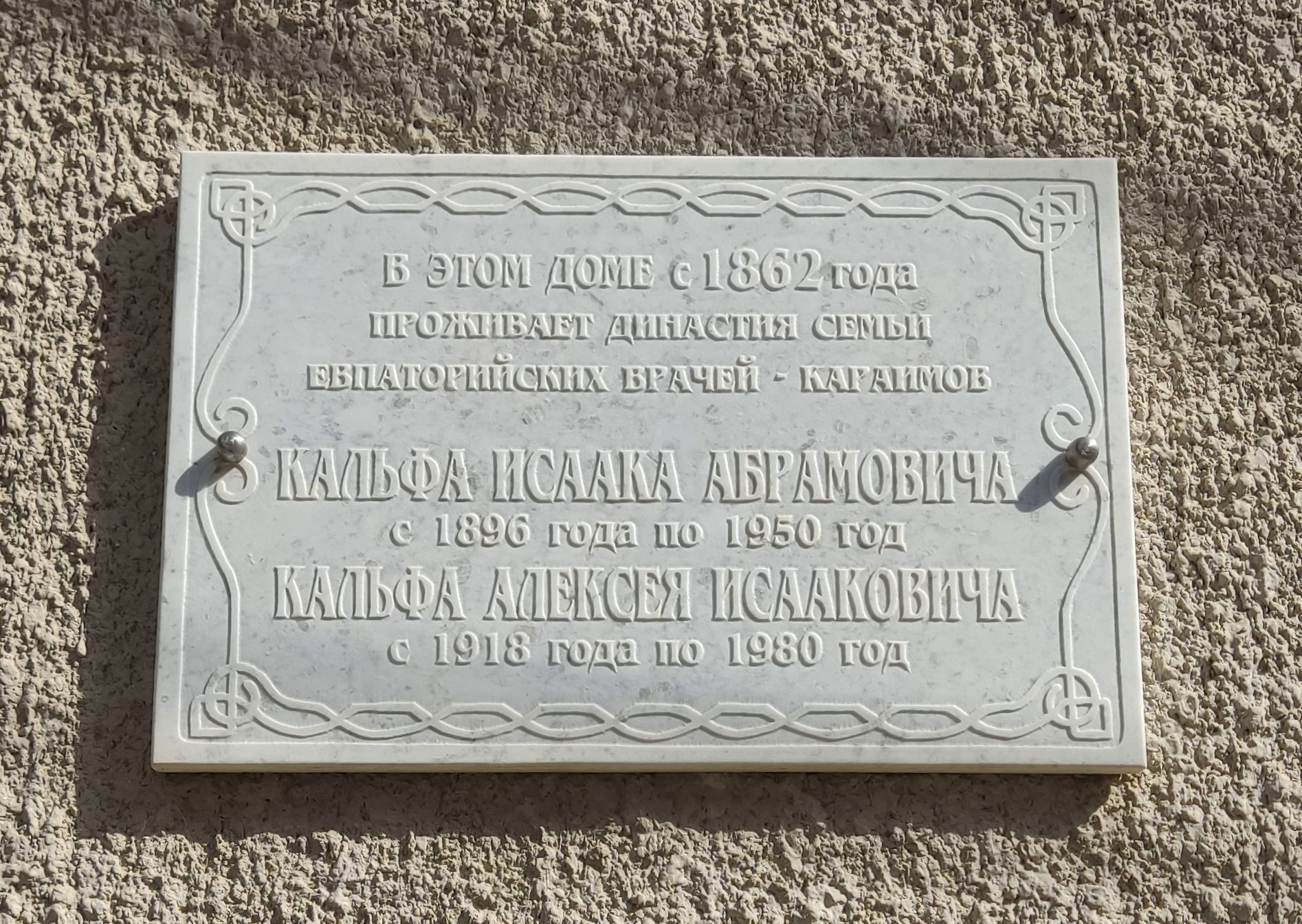
Памятная табличка

Был женат на Эстер Ильиничне Бобович (1895, Одесса — 1969, Евпатория). Их сын — Алексей Исаакович Кальфа (1919—1980) — депутат евпаторийского городского совета, главный врач Детского территориального медицинского объединения Евпатории (1958—1961), глава постоянной комиссии по здравоохранению, соцобеспечению и курортам. Внуки — врач-рентгенолог Илья Кальфа и доктор физико-математических наук Александр Кальфа.
В 1941 году Алексей Кальфа окончил Крымский медицинский институт, был призван в армию. Служил в медсанбате 4-й Ударной армии, а после — в 3-м механизированном корпусе. Воевал в Прибалтике, закончил войну в Кенигсберге. После окончания войны А. Кальфа некоторое время служил в Запорожье, затем вернулся в родную Евпаторию, поселился в наследственном доме. Работал врачом-ординатором в детской городской больнице, а после — в санэпидинстанции на должности главного инфекциониста курорта.
Дом семьи Кальфа в Евпатории находится по ул. Просмушкиных, 18 и является памятником архитектуры и градостроительства регионального значения.

## Награды
За отличную работу доктору И. А. Кальфе были присвоены звания: «Заслуженный врач Крымской АССР», «Отличник здравоохранения г. Евпатории». А. И. Кальфа был награждён орденом «Знак почёта», почетными знаками «Отличник здравоохранения» и «Отличник курортов Крыма». На здании детской больницы в Евпатории висит мемориальная доска, на которой написано: «В детской больнице г. Евпатории беззаветно трудились врачи Кальфа И. А. (1896—1950 гг.) и Кальфа А. И. (1919—1980 гг.)»